# Juegos Nacionales Evita de 2014
Los XV Juegos Nacionales Evita de Argentina fueron realizados en la provincia de Buenos Aires y la Ciudad Autónoma de Buenos Aires. 
Entre el 27 de octubre al 1 de noviembre, se disputaron 11 deportes en la Ciudad Autónoma de Buenos Aires. La segunda etapa de estos juegos realizada entre el 10 al 15 de noviembre, se disputó en la ciudad de Mar del Plata, provincia de Buenos Aires. En esta etapa se disputaron 18 deportes, sin incluir los 6 deportes adaptados que se llevaron a cabo paralelamente. 

## Provincias participantes
Las provincias del todo el país son las que concurren a estos juegos, proviniendo de cada una de estas, los campeones de cada deporte. En el caso de atletismo, acceden campeón y subcampeón en la disciplina de velocidad. Las provincias participantes son: 
| - Buenos Aires (BUE) - Catamarca (CAT) - Chaco (CHA) - Chubut (CHU - Ciudad Autónoma de Buenos Aires (CABA) - Córdoba (CBA) - Corrientes (CRR) - Entre Ríos (ERS) | - Formosa (FOR) - Jujuy (JUJ) - La Pampa (LPA) - La Rioja (LRJ) - Mendoza (MZA) - Misiones (MIS) - Neuquén (NQN) - Río Negro (RNG) | - Salta (SAL) - San Juan (SJN) - San Luis (SLU) - Santa Cruz - Santa Fe (SFE) - Santiago del Estero (SGO) - Tierra del Fuego (TFU) - Tucumán (TUC) |

## Deportes
| Sede Ciudad Autónoma de Buenos Aires - Acuatlón - Bádminton - Básquetbol - Boxeo - Cestoball - Judo - Levantamiento de pesas - Lucha - Taekwondo - Tenis de mesa - Tiro | Sede Provincia de Buenos Aires - Ajedrez - Atletismo - Canotaje - Ciclismo - Fútbol 7 - Fútbol 11 - Gimnasia - Gimnasia artística - Gimnasia rítmica - Handball - Hockey - Natación - Rugby - Sapo - Tenis de mesa - Tejo - Vóleibol - Vóleibol - Vóleibol de playa | Deportes adaptados - Atletismo adaptado - Atletismo/Natación adaptado - Básquetbol adaptado - Fútbol adaptado - Newcom - Tenis de mesa adaptado - Torball |

## Medallero
Provincias organizadoras
| Núm. | País                                   | Oro | Plata | Bronce | Total |
| ---- | -------------------------------------- | --- | ----- | ------ | ----- |
| 1    | Buenos Aires (BUE)                     | 96  | 58    | 32     |       |
| 2    | Santa Fe (SFE)                         | 74  | 44    | 39     |       |
| 3    | Mendoza (MZA)                          | 46  | 33    | 13     |       |
| 4    | Córdoba (CBA)                          | 39  | 38    | 30     |       |
| 5    | La Pampa (LPA)                         | 26  | 16    | 19     |       |
| 6    | Tucumán (TUC)                          | 25  | 18    | 21     |       |
| 7    | Catamarca (CAT)                        | 24  | 22    | 9      |       |
| 8    | Chaco (CHA)                            | 24  | 17    | 14     |       |
| 9    | Corrientes (CRR)                       | 21  | 11    | 19     |       |
| 10   | Neuquén (NQN)                          | 20  | 13    | 15     |       |
| 11   | Entre Ríos (ERS)                       | 19  | 24    | 25     |       |
| 12   | Chubut (CHU)                           | 19  | 22    | 17     |       |
| 13   | Misiones (MIS)                         | 19  | 15    | 21     |       |
| 14   | Formosa (FOR)                          | 18  | 19    | 12     |       |
| 15   | Salta (SAL)                            | 18  | 14    | 12     |       |
| 16   | La Rioja (LRJ)                         | 17  | 14    | 9      |       |
| 17   | Río Negro (RNG)                        | 16  | 19    | 22     |       |
| 18   | Tierra del Fuego (TFU)                 | 15  | 16    | 15     |       |
| 19   | San Luis (SLU)                         | 15  | 10    | 9      |       |
| 20   | San Juan (SJN)                         | 13  | 16    | 17     |       |
| 20   | Jujuy (JUJ)                            | 13  | 11    | 7      |       |
| 20   | Ciudad Autónoma de Buenos Aires (CABA) | 11  | 9     | 10     |       |
| 20   | Santiago del Estero (SGO)              | 10  | 7     | 8      |       |
| 24   | Santa Cruz (SCR)                       | 10  | 6     | 7      |       |

- Datos: Q21003124